# سليم الفقير

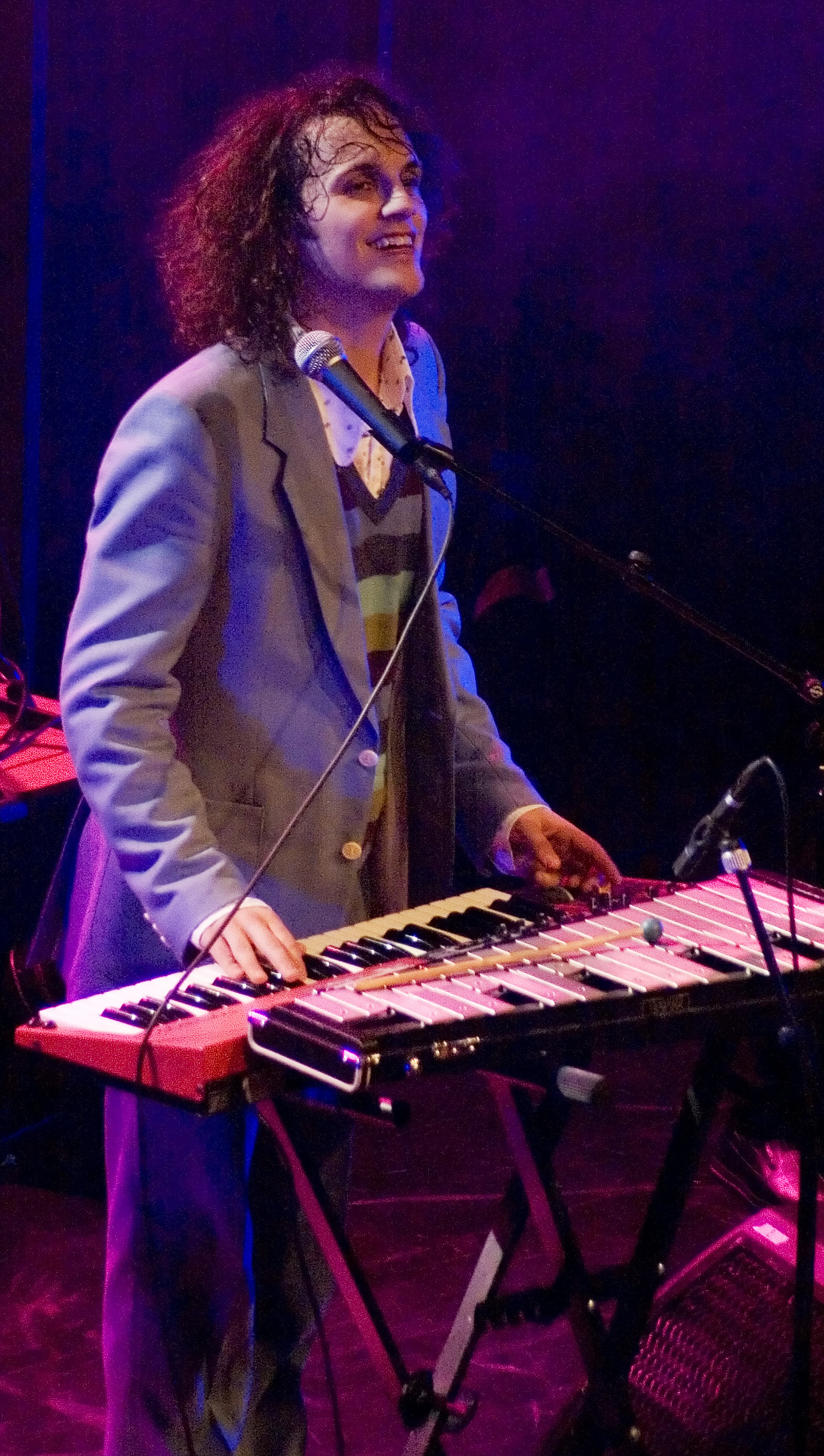
سليم الفقير في حفل في ستوكهولم في 2007

لارس سليم الفقير (بالسويدية: Salem Al Fakir)‏ هو مغني وموسيقي سويدي من أصل سوري ولد في يوم 27 أكتوبر 1981، أصدر في 2007 أول ألبوماته باسم This Is Who I Am وفي 2009 أصدر ألبوم Astronaut وفي 2010 أصدر ألبوم Ignore This وقد غنى مع العديد من فناني الدي جي مثل أكسويل وسباستيان إنغروسو وأفتشي.

## روابط خارجية
- سليم الفقير على موقع IMDb (الإنجليزية)
- سليم الفقير على موقع ميتاكريتيك (الإنجليزية)
- سليم الفقير على موقع روتن توميتوز (الإنجليزية)
- سليم الفقير على موقع ميوزك برينز (الإنجليزية)
- سليم الفقير على موقع قاعدة بيانات الأفلام السويدية (السويدية)
- سليم الفقير على موقع أول ميوزيك (الإنجليزية)
- سليم الفقير على موقع ديسكوغز (الإنجليزية)
- سليم الفقير على موقع قاعدة بيانات الفيلم (الإنجليزية)